# اچ‌پی ایندیگو
اچ‌پی ایندیگو (انگلیسی: HP Indigo) زیرمجموعه‌ای از شرکت اچ‌پی در اسرائیل است، که در سال ۱۹۷۷ تأسیس شد.